# Collin Mitchell
Pour les articles homonymes, voir Mitchell.
Colin Mitchell, né le 23 septembre 1969 à Freeport aux Bahamas, est un curleur canadien. 
Il remporte la médaille d'argent aux Jeux olympiques d'hiver de 1998 à Nagano au Japon.